# Винковци
Винковци су град у Хрватској, у Вуковарско-сремској жупанији. Према резултатима пописа из 2021. у граду је живело 30.842 становника, а у самом насељу је живело 28.111 становника.
Винковци се налазе на граници Славоније и западног Срема, на реци Босут. Подручје је насељено још од давних неолита, а као прво значајно насеље у писаним споменицима спомиње се римски град Colonia Aurelia Cibalae. Данашњи Винковци настали су на средњовековном насељу Св. Илија.

## Географски положај
Град Винковци, заједно са градовима Вуковар и Жупања, налази се на крајњем североистоку Хрватске, у најисточнијој жупанији Вуковарско-Сремској. Град се налази на реци Босут, а у непосредној је близини река Дунава и Саве. Надморска висина града и околине је између 78 и 125 m, с површином од 102.805 ha, од чега 60.623 ha ораница и 29.149 ha храстових и јасенових шума. Клима је континентална.
Простире се уз Босутску низину, ауто-пут и железничку пругу, који спајају западну Европу са Далеким истоком, и средњу Европу са изласком на Јадранско море.

## Историја
У римско доба данашњи Винковци су се називали Aurelia Colonia Cibalae (Cibalae = Илирски-Брежуљак). Податак да је Cibalae био и родни град два римска цара (Валентинијан I и Валенс), указује нам на важност положаја града у Римском царству. По једном податку из 1905. године та варошица је насељена 70. године п. н. е., под Титом Веспазијаном. Но, након битке код Хадријанопоља 378. године када је погинуо и цар Валенс, Цибале су спаљене и постају мало насеље које је неколико пута страдало од аварских племена која све учесталије проваљују на то подручје. Поделом Римског царства прешао у источни дио.
Од деветог века се спомиње насеље уз рушевине римског града Зентхелуе на на мађарском. Име Винко/Винковци се спомиње на картама из 1592. и 1640. године.
Године 1533. место пада под Турску власт, све до 1691. Иако се град ослободио од Турака, ипак је још било опасности од могућих напада турске војске, те је основана Војна крајина у коју су уврштени и Винковци. Град постаје важно војно и културно средиште и почиње изградња објеката неопходних за успјешно деловање одбрамбених снага. 1900. године Винковци су имали 8.500 становника. После Првог светског рата цела регија припада Краљевини Срба, Хрвата и Словенаца. Дан града је 20. јул, дан Светог Илије. После Другог светског рата Винковци припадају Социјалистичкој Републици Хрватској, унутар Југославије.

### Праисторија
Археолошка истраживања на подручју Винковаца показала су постојање старије фазе старчевачке културе неолита, пре 7.000 година. Две аутохтоне културе, сопотска, винковачка и вучедолска настањивале су шире подручје града од 4000—1800. године п. н. е. У старијем гвозденом добу подручје града населили су Илири, а у млађем Келти који су се убрзо стопили са Илирима.

### Стари век
У римско доба данашњи Винковци су се називали Aurelia Colonia Cibalae. Био је то један од већих античких градова, који се протезао на 4.5600 m2. Податак да је Цибале био и родни град два римска цара, указује нам на важност положаја града у Римском царству. Но, након битке код Хадријанопоља године 378. када је погинуо и цар Валенс, Цибале је спаљена и постаје мало насеље које је неколико пута страдало од аварских племена која све учесталије проваљују на то подручје.
Град се спомиње и у даровници цара Јустинијана из године 529. кад је то подручје као културно жариште додељено Бенедикту из Нурсије. Убрзо је град поделом Римског царства прешао у његов источни део, а тиме је нестао као познато средиште светске позорнице онога доба.

### Средњи век
У раном средњем веку Винковци се спомињу под именом Свети Илија. Насеље (у мађарским споменицима Zenthelye, Zenthylye, Zenthylya и сл.) уз руб рушевина античких Цибала доказано постоји од 11. века. О томе сведоче разни археолошки остаци ранороманичке цркве св. Илија на Мераји. Насеље Свети Илија вероватно је страдало приликом Татара 1242. године. Место се опоравило, па је у 14. веку саграђена већа готичка црква, која се делом наслања на темеље старе предроманичке цркве. Народно име Винко/Винковци уз оно Свети Илија уписано је на старим географским картама из 1592. и 1640. године.

### Турска и Војна крајина
Винковци се први пут спомињу у једном извештају из 1615. године, уз напомену да су некада били добро настањени, а под Турцима су се расули у неколико села. Након погибије краља Матије Корвина на Мохачком пољу, Турци се све више залећу на ова подручја. Винковце освајају 1533. и у граду се задржавају све до 1691, али осим рушевина и покојег турцизма у говору становништва, не остављају великог трага. Иако се град ослободио од Турака, ипак је још стрепио од могућих напада турске војске, па је основана Војна крајина у коју су уврштени и Винковци. У граду је смештен стожер регименте, па се Винковци развијају у важно војно и културно средиште. Град је био седиште Бродске и Градишке регименте које су чиниле бригаду. С обзиром на такав статус, убрзо почиње изградња објеката неопходних за успешно деловање обрамбених снага. Због тога је изграђено велико војно вежбалиште, а изградња је узела маха за време владања царице Марије Терезије. У то време се град претворио у војнокрајишко језгро са урбаном физиономијом панонског барокног типа. Наиме, отворено је више војних училишта, а од године 1766. делује и винковачка класична гимназија. Основана је у Петроварадину, а 1799. премештена је у Винковце и постају потпуна гимназија. То је једина војнокрајишка гимназија и одиграла је важну улогу у изобразби бројних знаних Винковчана као што су Јосип Козарац, Јоза Ивакић, Вања Радауш и други.

## Срби у Винковцима
У аустријско-француском рату 25. октобра 1792. године у једном боју, рањен је катански оберлајтант Марко Чавић из Винковаца. Дионисије Поповић православни епископ будимски иначе Грк родом из Солуна, Постао је 1785. године у Београду митрополит Србије. Помогао је у рату 1789. године да Аустријанци отму Београд од Турака. Аустријски цар је интервенисао да постане будимски владика 1791. године у Сентандреји. Држао је неког Луку Миловановића из Винковаца, који му је преводио књиге са латинског језика на српски. Добијао је тај "високоучени и у српском стихотворенију знаменити муж" месечно 10 ф. вина и мало одеће за свој преводилачки целодневни посао. Владика је неке од тих преведених књига, штампао под својим именом, како веле књижевни историчари. Једну педагошку књигу купио је 1812. године Јован Станислав Поповић винковачки трговац. Скупљач претплате 1813. године за "Нови сербске" у Бечу, био је исти Поповић у Винковцима. Исајловићеву књигу о историји трговине, купио је Винковчан Србин Јован Станислав Поповић. Купци књиге били у 1820. године у Винковцима: Петар Милутиновић цивилни хирург и надзиратељ месних српских школа, Георгије Богдановић учитељ, три трговца и неколико ученика гимназије, немачке и српске школе. Српску књигу на ћирилици набавио је 1831. године у Осијеку, винковачки шнајдер Јован Меденац. Књижевни часопис купио је 1827. године у Митровици, винковачки бербер Петар Милутиновић. Вукове народне песме набавио је читалац вуковарски 1845. године, официр Стефан Милошевић оберлајтант. Сапунџија варошки Петар Стојановић прибавио је 1847. године "самом себи књигу" о српским јунацима.
По државном шематизму православног клира у Угарској из 1846. године у "Винковце" је било заједно са парохијским филијалама - 1049 православних душа. Било је много парохијских филијала те 1846. године: Иванково, Вођинце, Микановце, Ретковце, Шишковце, Перковце, Гундинце, Бабина Греда, Штитар, Хупања, Бошњанце, Градиште, Черна и Шамац. У Винковцима је православно парохијско звање основано 1793. године од када се пишу и црквене матрикуле (или 1795). Постоји православна црква је грађена 1794. године, посвећена празнику Силаска Св. Духа, а парох месни је поп Сава Стојшић (1846). Иконостас је осликан 1811. године. Раније је парохијска филијала била и село Мирковци.
Купио је Винковчан, сапунџија Петар Стојановић 1847. године српску књигу са напоменом "узима за себе пет". У Винковцима се двапут годишње одржава вашар: 22. јануара и 22. јула. У винковачку велику гимназију уписало се 1852. године чак 44 ученика Србина, са свих страна. То је покренуло управу гимназије, да због њих ту отвори катедру за српски језик. Такође су поручили много књига српског књижевника Доситеја Обрадовића. Управа града Винковаца је 1853. године радила на томе да се још 7. и 8. разред гимназијски, ту отворе и да то постане "обер" гимназија. За оправак српске цркве и свештеничког стана у Вировитици, јавно је захвалност изражена 1855. године свим помагачима, међу којима једином у Винковцима, Николи Поповићу казанџији који даде 1 ф. Винковачки учитељ и пренумерант 1857. године био је Младен Бошњаковић. Скупио је 1860. годину претплату за српску историјску књигу о Карађорђевом устанку др Булић из Винковаца, а са њим опат и жупник Гашпар Радић и поп Гавро Бабић православни свештеник и професор веронауке гимназије.
У винковачкој народној вероисповедној школи било је 1846. године 30 ђака које је учио Јован Стојановић учитељ. Атанасије Стојадиновић је био 1862—1867. године учитељ у Винковцима, када је дао 4 ф. као претплату за Школски фонд. Тривијални учитељ у Винковцима био је 1868. године Станислав Пурић, а од претходне 1867—1870. године беше Илија Солтоковић. Године 1905. у српској народној вероисповедној школи учитељ је В. Игњатовић стално намештен. Он учи сву децу школског узраста, 33 у редовној и девет у недељној школи.
У Вуковару је 15. маја 1863. године сахрањен тамошњи адвокат Хуго Тополковић, рођени Винковчанин. Умро је млад од туберкулозе у 34. години живота. Провео је четири године као свештеник па се распопио, и затим радио као адвокат у Загребу, Осијеку и Вуковару. У некрологу још пише: "Покојник је био Србин римокатоличког вероисповедања, и српство је толико обгрлио и неговао, да би многима својима јединовернима, а и неким Србима источног вероисповедања за узорити пример служити могао - јер је на свако наше заведеније и свако предузимање увек ревностно прилагао". За издржавање народног позоришног друштва у Вуковару, приређена је 1863. године хуманитарна игранка, на којој је међу помагачима је био гост из Винковаца, капетан Зарија Ђурић - који је поклонио једну лепу сабљу (као реквизит). Дописник из Винковаца се повод одржане успеле игранке за потпору сиромашних ђака, жалио српској јавности 1865. године: "Коло се није играло, а реч српска је одавно прогнана из просторије винковачке дворане".
По митрополијском попису из 1865. године у Винковцима је било 915 Срба православаца, у једној парохији четврте класе, са једним свештеником. Државна власт је у исто време пописала 995 Срба, дакле 80 душа више! По попису вршеном пред Мађарску буну у месту је пописано 1049 Срба, а две деценије касније 1867. године има их 965. У Винковцима је био запуштен гроб Матије Рељковића књижевника српског "који је 'Сатира' створио и тако први славонски пук са књигом упознао". Иако је умро пре 68 година, остао је и поред свог значаја без икаквог споменика, па је хтела српска омладина винковачка да нешто уради 1867. године. Купци књиге Вука Караџића поред осталих редовних били су 1870. године: Фрањо Петрачић "равнатељ" гимназије те мајстори градски Стојан Митровић абаџија и Јоцо Георгевић пивар. Код трговца Стевана Поповића могле су се и књиге купити осим остале домаћинске робе.
Један Србин путописац језгровито је описао 1868. године ту лепу варошицу: "Винковци су штабно место бродске пуковније и леже у лепој равници два сахата јужно од Вуковара. Становника има 3150, од којих су 300 православни Срби. Но ових последњих има сваком годином мање. Римокатолици имају лепу цркву, коју им је коју им је Марија Терезија сазидала, православни - мању и свог "свећеника", који је уједно и катихета на овдашњој гимназији. Словенска народност живи још једино у гуњцу и скутама, отменији сталежи винковачки примили су осим немачког надри-изображења и немачки језик. На жалост мора се рећи, да у том одрођавању српске породице предњаче, које су иначе јако побожне". Дописни члан београдског "Друштва српске словесности" био је 1871. године Винковчанин, Шулцер. Пренумеранти књиге били су 1868. године Винковчани: Ђока Стојановић медик, Марко Јанковић парох и професор, Атанасије Стојадиновић учитељ, трговац Петар Георгевић "одликовани старешина општине Винковачке", Васа Булић медик, те неколико трговаца и мајстора Срба.
У Винковцима је 1872. године гостовало Српско народно позориште из Новог Сада. Било је то после осам година од последњег њиховог наступа у том граду. Приказано је десетак популарних представа које се лепо примљене. На расписано место за Текелијине стипендије 1872. године био је кандидат и Ђорђе Стевановић из Винковаца. Штампао је српске књиге на ћирилици, штампар Коста Трумић у Винковцима 1876. године. Од 1877. године у Винковцима излази лист "Народњак". За Фонд српске народне школе у Винковцима, поклонио је 1894. године 200 ф. тамошњи краљевски јавни бележник и адвокат Миша Анастасијевић. Учинио је то у спомен своје покојне јединице Зорке.
Православна црквена општина Винковци је о свом трошку 1899. године подигла ново школско здање, са великом светлом учионицом. Године 1895. удова Јелисавета Црнобарић примала је помоћ од угарске државе 100 ф. Године 1901. расписан је стечај за упражњено место учитеља у тамошњој "српској, аутономној, четвороразредној мешовитој школи". Понуђени услови су били: основна годишња плата од 1000 к, расположив стан и 12 кубика огревног дрвета. Председник српске црквене општине био је тада др Ђорђе Милашиновић. Српска добротворка, покојна Софија Станојевић оставила је тестаментом цео свој иметак, вредан 30.000 к, православној црквеној општини у Винковцима.
Српкиње из Винковаца су основале своје добротворно друштво. По српском извору из 1905. године Винковци су варошица, у којој живи 1752 православна житеља у 379 домова. Месној парохији припада још 13 парохијских филијала са својих 838 православних душа. Свештеник је поп Урош Ђурић парох и вероучитељ родом из Илинаца. Постоји српско православно гробље отворено од 1832. године. Црквена општина има једну парохију четврте класе и парохијски дом. У Винковцима у исто време делују два народна новчана завода. "Винковачка штедионица у Винковцима" са деоничком главницом од 60.000 к, имала је чисту добит за 1907. годину 33.762 к. Управу завода чинили су 1905. године: равнатељ Ђока Стефановић, књиговођа Паја Вода и благајник Станко Шибанић. Други завод био је "Српска занатлијска и ратарска кредитна задруга у Винковцима". Основана је 1906. године са много мањим капиталом, па је и чист добитак прве године пословања износио 4.357 к. Управу задруге чинили су: адвокати (2), поседници (5), трговац, бербер, месар, поштански чиновник и мерник од којих неки из околине. Из те задруге је 1. јануара 1911. основана "Српска штедионица". Млађи Винковчани били су окупљени још почетком 20. века у организацији "Српски Соко". Евидентирано је 1905. године: редовних 25, помажућих 47, и од утемељивача - један члан. Старешина друштва био је др Димитрије Петровић, благајник Драгутин Николић, перовођа Светомир Ђурић капелан. Друштвени капитал је био само 182 к.

### 20. век
Винковци су 1900. године имали око 8.500 становника. По опису из 1905. године у Винковцима су поред осталог жељезничка станица, апотека, болница. Поред српских јавних зграда ту су још две опште пучке школе, једна гимназија и једна мађарска школа. Када је 1918. године Хрватска ушла у Државу Срба, Хрвата и Словенаца, дошло је до нове организације управе којом су у 1921. укинуте жупаније, а основане области. Незадовољство које се појављује међу народима у новоствореној држави 1929. доводи до диктатуре владара и укидања области и обласних скупштина. Бивши котар Винковци улази у састав Дринске бановине, но радом хрватских политичких странака 1931. котари Винковци, Вуковар, Шид и Илок припојени су Савској бановини. Рат је град затекао и 1941–1945. године када су се на овом подручју извојевале важне битке, као што је пробијање Сремског фронта, када је скоро цело подручје Војводине и Славоније ослобођено од нацистичког агресора. Дан када су се Немци повукли из Винковаца, 13. априла, је дуго слављен као дан града. Након Другог светског рата у тада новој Југославији оснивају се котари са седиштем у Винковцима, Вуковару, Жупањи. У том раздобљу успораван је развој индустрије на подручју Славоније и западног Срема, али марљивошћу и упорношћу њених становника и захваљујући природном богатствима овога краја развила се напредна пољопривреда и неке индустријске гране. 1912. у Винковцима је постојала Српска улица.

### Насељавање Хрвата
Крајем рата у Винковачком срезу, у селима Јармина и Винковачком Новом Селу населили су се Хрвати, након што су их напустили Немци. У селима Лазе, Мирковци и Ориолик населило се око 2.000 Хрвата.
Распадом социјалистичке Југославије у Републици Хрватској обнавља се 1992. године жупанија под именом Вуковарско-сремска у чијем се саставу нашао и град Винковци. Град је једно време био управно седиште жупаније док услови нису дозволили да се након мирне реинтеграције Подунавља седиште премести у Вуковар.

## Култура
Позоришна традиција у Винковцима почиње од 1917. године, када је Дилетанско позориште извело „Просце“ Исе Великановића. Народно позориште у Винковцима извело је прву представу 5. маја 1945, одмах након завршетка Другог светског рата. Винковачки драмски аматери достигли су висок уметнички ниво своје глуме.
Винковачко позориште дало је и касније познате професионалне глумце као што су Вања Драх, Нада Суботић, Иво Фициј, Мато Ерговић, Жарко Мијатовић, Јасна Башић, Раде Шербеџија, Иво Грегуревић, Весна Томинац и други.
Шокадија као тема за уметничко ликовно стваралаштво препознатљива је код бројних уметника старије и нове генерације. Постоји велики број умјетника који рођењем или животом нису били везани за Винковце.
Од значајних музичких уметника који су потекли с овог подручја, јесте Јосип Руњанин (1821—1878), аутора хрватске химне.
У поп музици међу најпознатијим је денс група Колонија, а на хрватској рок сцени група Мајке и Горан Баре.

### Винковачке јесени
Сваке године, крајем септембра одржавају се Винковачке јесени, највећа смотра фолклора у Хрватској која окупља културно-уметничка друштва из Славонских и Барање, али и других делова регије.

## Становништво

### Попис2011.
| Попис 2011.‍                                               | Попис 2011.‍ | Попис 2011.‍ | Попис 2011.‍ | Попис 2011.‍ |
| --------------------------------------------------------- | ----------- | ----------- | ----------- | ----------- |
|                                                           |             |             |             |             |
| Хрвати                                                    | Хрвати      |             | 32.609      | 92,35%      |
| Срби                                                      | Срби        |             | 1.718       | 4,87%       |
| остали                                                    | остали      |             | 985         | 2,78%       |
| Број становника: 35.312 Густина насељености: 376 стан/km² |             |             |             |             |

### Попис2001.
| Попис 2001.‍                                               | Попис 2001.‍ | Попис 2001.‍ | Попис 2001.‍ | Попис 2001.‍ |
| --------------------------------------------------------- | ----------- | ----------- | ----------- | ----------- |
|                                                           |             |             |             |             |
| Хрвати                                                    | Хрвати      |             | 31.958      | 89%         |
| Срби                                                      | Срби        |             | 2.513       | 7%          |
| остали                                                    | остали      |             | 1.441       | 4%          |
| Број становника: 35.912 Густина насељености: 382 стан/km² |             |             |             |             |

### Попис1991.
| Попис 1991.‍                                                 | Попис 1991.‍ | Попис 1991.‍ | Попис 1991.‍ | Попис 1991.‍ |
| ----------------------------------------------------------- | ----------- | ----------- | ----------- | ----------- |
|                                                             |             |             |             |             |
| Хрвати                                                      | Хрвати      |             | 28.650      | 74%         |
| Срби                                                        | Срби        |             | 6.138       | 16%         |
| остали                                                      | остали      |             | 3.792       | 10%         |
| Број становника: 38.580 Густина насељености: 410.4 стан/km² |             |             |             |             |

### Град Винковци

#### Број становника по пописима
| Година пописа  | 2001.  | 1991.  | 1981.  | 1971.  | 1961.  | 1953.  | 1948.  | 1931.  | 1921.  | 1910.  | 1900. | 1890. | 1880. | 1869. | 1857. |
| бр. становника | 35.912 | 38.580 | 35.944 | 31.605 | 25.313 | 20.834 | 18.633 | 16.038 | 12.640 | 11.670 | 9.832 | 8.123 | 7.315 | 5.773 | 4.493 |

- напомене:

Настао из старе општине Винковци. У 1991. смањен издвајањем дела подручја који је припојен општини Нуштар, за коју садржи део података до 1981.

### Винковци (насељено место)

#### Број становника по пописима
| Година пописа  | 2001.  | 1991.  | 1981.  | 1971.  | 1961.  | 1953.  | 1948.  | 1931.  | 1921.  | 1910.  | 1900. | 1890. | 1880. | 1869. | 1857. |
| бр. становника | 33.239 | 35.347 | 33.004 | 29.106 | 23.192 | 19.179 | 17.219 | 14.724 | 11.421 | 10.455 | 8.634 | 6.954 | 6.117 | 4.802 | 3.632 |

- напомене:

У 1991. повећано припајањем дела подручја насеља Мирковци. До 1981. део података садржан је у насељу Мирковци. Од 1857. до 1948. садржи податке за бивше насеље Винковачко Ново Село (Neudorf).

## Попис 1991.
На попису становништва 1991. године, насељено место Винковци је имало 35.347 становника, следећег националног састава:
| Попис 1991.‍    | Попис 1991.‍  | Попис 1991.‍ | Попис 1991.‍ | Попис 1991.‍ |
| -------------- | ------------ | ----------- | ----------- | ----------- |
|                |              |             |             |             |
| Хрвати         | Хрвати       |             | 28.115      | 79,53%      |
| Срби           | Срби         |             | 3.763       | 10,64%      |
| Југословени    | Југословени  |             | 1.328       | 3,75%       |
| Муслимани      | Муслимани    |             | 273         | 0,77%       |
| Мађари         | Мађари       |             | 260         | 0,73%       |
| Роми           | Роми         |             | 176         | 0,49%       |
| Русини         | Русини       |             | 121         | 0,34%       |
| Македонци      | Македонци    |             | 81          | 0,22%       |
| Албанци        | Албанци      |             | 79          | 0,22%       |
| Црногорци      | Црногорци    |             | 78          | 0,22%       |
| Словенци       | Словенци     |             | 59          | 0,16%       |
| Словаци        | Словаци      |             | 49          | 0,13%       |
| Немци          | Немци        |             | 45          | 0,12%       |
| Чеси           | Чеси         |             | 13          | 0,03%       |
| Украјинци      | Украјинци    |             | 12          | 0,03%       |
| Руси           | Руси         |             | 8           | 0,02%       |
| Јевреји        | Јевреји      |             | 5           | 0,01%       |
| Пољаци         | Пољаци       |             | 5           | 0,01%       |
| Румуни         | Румуни       |             | 5           | 0,01%       |
| Аустријанци    | Аустријанци  |             | 2           | 0,00%       |
| Бугари         | Бугари       |             | 2           | 0,00%       |
| Италијани      | Италијани    |             | 2           | 0,00%       |
| Грци           | Грци         |             | 1           | 0,00%       |
| остали         | остали       |             | 9           | 0,02%       |
| неопредељени   | неопредељени |             | 558         | 1,57%       |
| регион. опр.   | регион. опр. |             | 24          | 0,06%       |
| непознато      | непознато    |             | 274         | 0,77%       |
| укупно: 35.347 |              |             |             |             |

## Администрација и политика

### Градско веће
У граду су на власти коалиција странака ХДЗ, ДЦ, ХСП, ХСЛС и ХСУ.
Сазив 2005. године, броји 31 већника: 12 ХДЗ, 4 СДП, 2 ХНС, 2 ХСС, 2 ХСЛС, 3 ХСП, 2 ХСУ, 3 ДЦ и 1 СДСС.
- Председник Градског вијећа је Сенко Бошњак, дипл. оец. — ХСЛС
- Потпредседници Градског вијећа су:

1. Звонимир Мишић, дипл. инж. — ХДЗ
2. Михајло Томашковић, — ХСУ

### Локална управа
Поглаварство Града Винковаца, као извршно тело, броји девет чланова. Градоначелник је по положају и председник Поглаварства др. Младен Карлић. Заменици градоначелника су Жељко Илић и Жељко Бељо. Уједно су и задужени за одређено подручје из надлежности јединица локалне самоуправе. Чланове управе, на предлог градоначелника, бира Градско веће, и они своју дужност обављају волонтерски. Остали чланови управе су: Анте Миљак, Петар Шимић, Дражен Милинковић, Жељко Шарчевић, Нада Гагро и Бранимир Гали. Градско веће Града Винковаца, као представничко тело јединице локалне самоуправе, Града Винковаца, броји 31 већника. Председник Градског већа је Сенко Бошњак. Потпредседници Градског вијећа су Звонимир Мишић и Михајло Томашковић.

## Познате личности
- Дубравко Матаковић, хрватски цртач стрипова
- Горан Баре, певач рок-групе Мајке
- Иван Козарац
- Јосип Козарац, хрватски писац
- Миле Петковић, фудбалски тренер
- Вања Драх, хрватски глумац
- Јосиф Руњанин, аутор музике химне „Лијепа наша“
- Сава Шумановић, српски сликар рођен у Винковцима
- Томислав Петернек, српски фотограф
- Весна Томинац Матачић, хрватска глумица
- Никола Херцигоња, југословенски композитор и музиколог хрватског порекла
- Стојан Вујиновић — Србин, српски командант Другог батаљона Хрватских одбрамбених снага

## Партнерски градови
- Кенцинген
- Охрид